# Leonard Percival Howell
Leonard Percival Howell, jamajški pridigar, * 16. junij 1898, May Crawle River, Jamajka, † 25. februar 1981.
Howell velja za ustanovitelja rastafarijanskega verskega gibanja. Znan je bil tudi pod imenoma The Gong ali G. G. Maragh (s pomenom Gong Guru).
Leta 1933 je Howell začel pridigati o kronanju Rasa Tafarija Makonena kot etiopskega neguša negastija Haileja Selassieja I. in to je smatral kot simbolično znamenje za afriško narodnostno skupnost. S svojimi pridigami je izjavljal, da je Ras Tafari »mesija, ki se je vrnil na Zemljo«. Čeprav so ga decembra 1933 v Seaforthu zaradi tega prijeli, obsodili upora in zaprli za dve leti, se je gibanje širilo. Prijeli so ga še enkrat.
V nekaj letih kasneje je prišel v spor z vsemi uglednimi osebami in ustanovami na Jamajki: lastniki plantaž, sindikati, uveljavljenimi cerkvami, policijo in kolonialno oblastjo. Gibanje je bilo uspešno in je danes prisotno povsod po svetu.
1. 1 2  data.bnf.fr: platforma za odprte podatke — 2011.